# X8

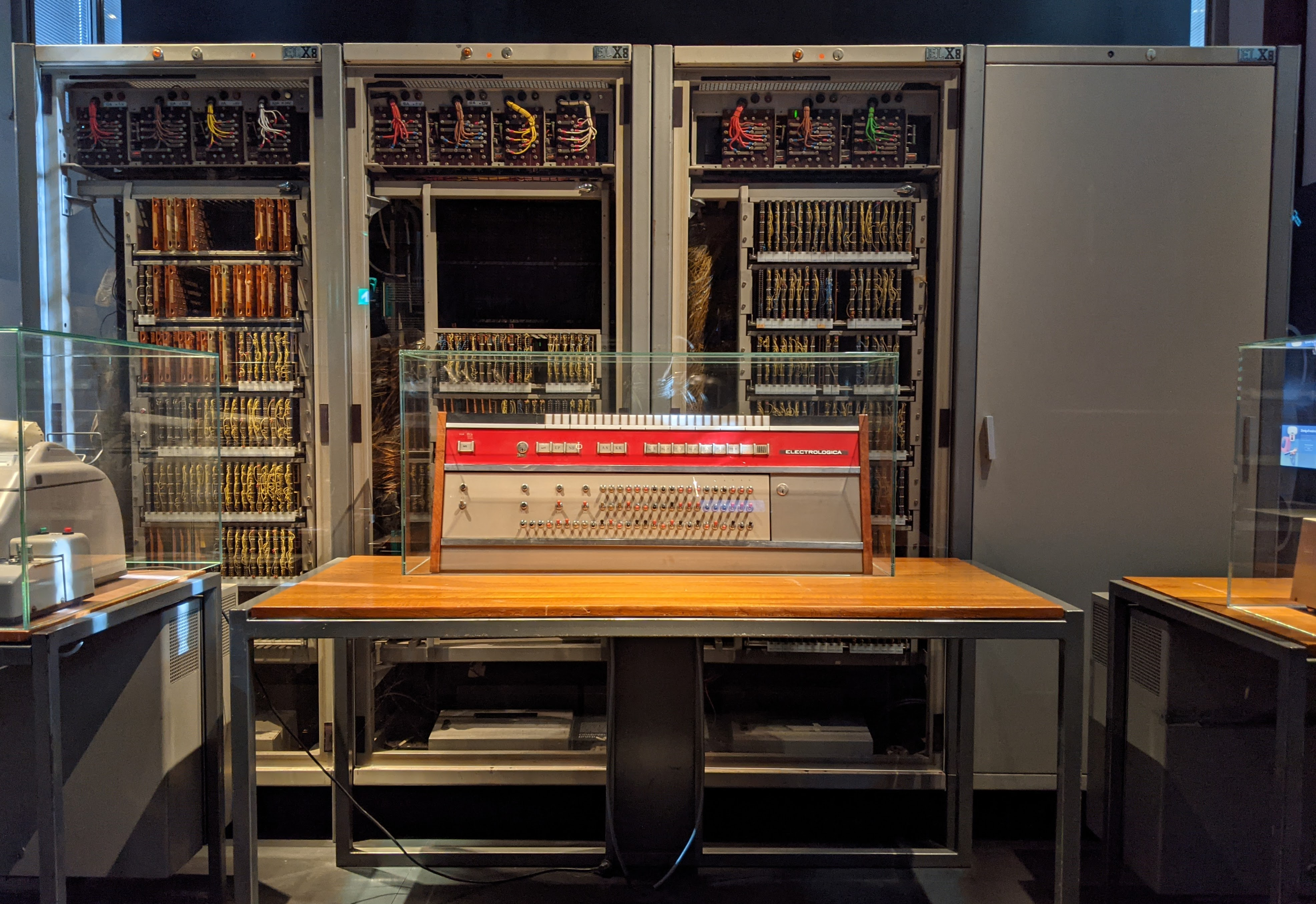
Electrologica X8

De EL X8 was een Nederlandse computer die tussen 1964 en 1968 door Electrologica geproduceerd werd als opvolger van de X1. Evenals de X1 werkte de X8 met woorden van 27 bits. Zij onderscheidde zich door een hogere snelheid (5 i.p.v. 64 microseconde per instructie), ingebouwde instructies voor berekeningen met zwevende komma, de mogelijkheid een groter geheugen te gebruiken (256K tegen 24K) en de mogelijkheid om meer randapparaten aan te sluiten (magneetbanden, harde schijf en minicomputer).

## Hardware

### Basisconfiguratie en uitbreidingsmogelijkheden
De X8 bestond in zijn basisuitvoering uit een aantal circa 2 meter hoge kasten. De hoofdonderdelen in die basisuitvoering waren:
- Het CRO (afkorting van Centraal Reken Orgaan), wat we tegenwoordig CPU of processor noemen. 3 kasten.
- Een I/O-kanaal voor informatie die charactergewijs werd overgedragen (werd Charon genoemd). 1 kast.
- Een I/O-kanaal voor informatie die blokgewijs werd overgedragen (werd Batch genoemd). 1 kast, waarin ook ruimte was voor een tweede Batch.
- Een verkeersregelaar die regelt welke van de voornoemde componenten toegang tot het geheugen krijgt bij gelijktijdige toegangswens (werd Switch genoemd). In dezelfde kast als de Batch.
- Een geheugeneenheid van 16K woorden van 27 bits.
- Een verreschrijver (Siemens telex-apparaat) voor opdrachten aan het besturingssysteem, aangesloten op Charon.
- Een ponsbandlezer en een ponsbandponser aangesloten op Charon.

Uitbreidingsmogelijkheden waren:
- Extra geheugenkasten
- Een tweede Batch
- Magneetband-eenheden
- Schijvengeheugen(s)
- Trommelgeheugen(s)
- Ponskaartlezer en/of ponskaartponser
- Printer(s)
- Plotter(s)

### Technologie
Elke kast had een voeding die bovenin werd geplaatst en die voorzag in een aantal voedingsspanningen. In de kasten waren rekken gemonteerd die plaats boden aan printplaten. Op elke printplaat, waarvan er enkele tientallen modellen bestonden, bevond zich een aantal sub-printplaatjes met een of twee transistoren en een aantal diodes. Hoewel in die tijd het IC (Integrated Circuit) al wel bestond, werden toch de hiermee functioneel vergelijkbare sub-printplaatjes gebruikt. De printplaten hadden een connector waarmee ze verbonden waren met een aansluitpaneel. Aan de andere zijde van het aansluitpaneel was de bedrading aangebracht waarmee de verbindingen tussen de printplaten werd gerealiseerd. Voor deze bedrading werd wire-wrap technologie gebruikt. Het aansluiten van de randapparatuur geschiedde met twee dikke kabels, een voor uitgaand verkeer en een voor inkomend verkeer.

## Software
Er zijn drie besturingssystemen voor de X8 geschreven. Het besturingssysteem van Electrologica zelf kon programma's in de assembleertaal  ELAN (Electrologica LANguage) assembleren en uitvoeren. Ook de Fortran-compiler, die door Hartmut Felsch van de universiteit van Kiel geschreven werd, maakte hier gebruik van. Ten slotte zou dit besturingssysteem moeten dienen als platform voor de COBOL compiler, maar deze is ondanks aanzienlijke inspanningen nooit gereed gekomen. De door F.E.J. Kruseman Aretz op het Mathematisch Centrum ontworpen Algol-compiler gebruikte een aparte Pico-monitor. Ten slotte ontwierp Edsger Dijkstra met zijn medewerkers op de Technische Hogeschool Eindhoven een eigen operating system en Algol-compiler, die bekend zijn geworden door de theoretische concepten waarop zij gebaseerd waren.

## Productie, verkoop en gebruik
Van de X8 zijn ongeveer dertig exemplaren gebouwd en voornamelijk in Nederland en Duitsland verkocht. Zij werden vooral gebruikt op universiteiten en wetenschappelijke instituten zoals het Reactor Centrum Nederland en het Dr. Neherlaboratorium van de PTT in Leidschendam. In Zwitserland werd een X8 ingezet voor de regeling van een stelsel van Spaarbekkencentrales. De X8 ondervond echter toenemende concurrentie van snellere machines zoals de IBM-360. Ook werd  Electrologica in deze periode overgenomen door Philips, dat een ander soort computers wilde bouwen